# Logotip

Logotip de la Viquipèdia

El logotip o logotipus (del grec λόγος, paraula, i τύπος, tipus), també conegut com a logo, és un signe gràfic, distintiu o emblema utilitzat per entitats comercials, organitzacions o individus amb l'objectiu de facilitar o promoure el reconeixement públic instantani d'un producte, servei o empresa.
Els logotips poden ser figuratius, abstractes, tipogràfics o una combinació d'aquests a través d'una composició d'imatges.
(símbols o icones) i / o text que inclogui el nom de l'organització. Quan un logotip només disposa de tipografia rep el nom de monograma.
El logotip és un dels elements que constitueixen la identitat gràfica d'una marca corporativa.

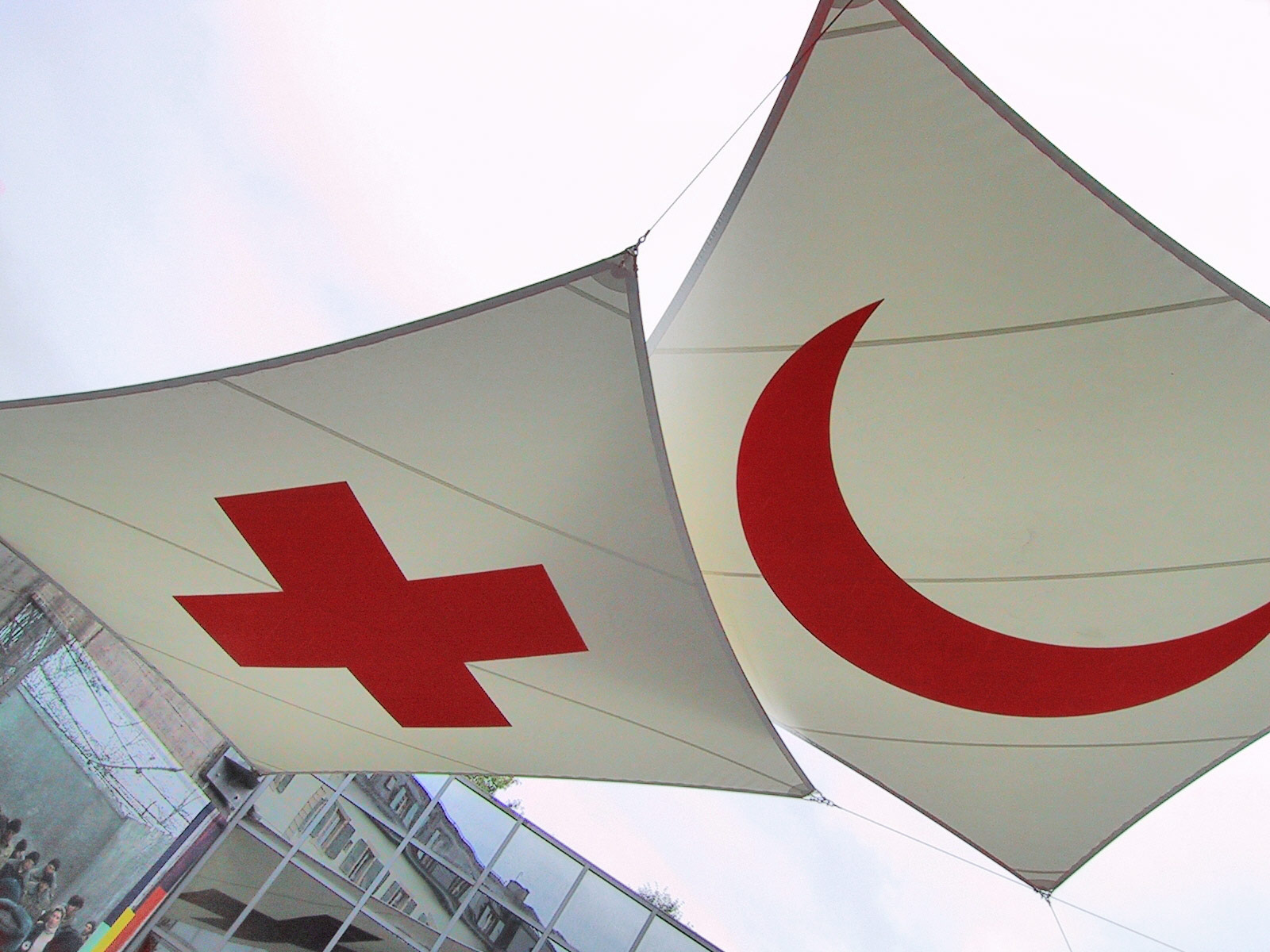
La imatge de la Creu Roja o de la Mitja Lluna Roja pot ser interpretat com a logotips o com a emblema. Els que alguns interpretaven com una inversió de la bandera Suïssa, uns altres ho van interpretar com a símbol del cristianisme.

El logotip s'utilitza per denotar la propietat privada d'un objecte. En alguns casos, comporta una declaració d'autoria o certificació de qualitat. Però l'ús més generalitzat el fan les cases comercials, indicant que aquell producte és d'una companyia. Amb aquest ús la companyia emet un missatge al consumidor d'algunes característiques del producte com la qualitat i el cost.
En un logotip es diferencien dues entitats:
- La imatge: Signe visual gràfic. Aquest signe pot tenir comportaments diferenciats 
  - simbòlic (exemple: la creu de la Creu Roja).
  - icònic (exemple: la poma d'Apple).
- La tipografia: El logotip com a part de la identitat visual d'una empresa o institució, és la representació tipogràfica del nom de la marca (exemple: IBM).

La funcionalitat d'un logotip radica en la seva capacitat per a comunicar un missatge, com per exemple "som una empresa responsable" o "aquest producte és d'alta qualitat". Per aconseguir-ho, cal l'ús de colors i formes que contribueixin al fet que el públic interpreti el missatge de la forma desitjada.
Un logotip, en termes generals, requereix l'apropiat ús de la semiòtica com a eina per a assolir l'adequada comunicació i interpretació del missatge. Així, per exemple, un cercle groc pot interpretar-se com a "sol", "moneda", "ou", "formatge" o altres, mentre que si es troba al costat de la paraula "banc", ambdós elements, el cercle groc i la paraula “banc”, prenen un sol significat: "Institució Bancària". És a dir, el logotip, per representar una entitat o grup de persones, cal que mantingui una congruència semiòtica entre el que s'entén i el que realment busca representar.
Alguns elements que poden fer un logotip eficaç.
- Originalitat: Ha de ser únic i no estar subjecte a confusió amb altres logotips.
- Funcionalitat: Pot ser utilitzat en diferents contextos i suports mantenint la seva integritat.
- Escalabilitat: Pot mantenir la seva eficàcia en formats petits i grans, sense que el seu text perdi llegibilitat.
- Variabilitat: Pot tenir versions en diferents modes de color: monocrom, duotono o colors especials.
- Transversalitat: Utilitza els principis bàsics de disseny (espai, color, forma, textura i claredat).
- Representativitat: Representa de forma adequada la marca, el producte, l'empresa o l'organització.

## El logotip com a eina
Generalment, el logotip és una eina estratègica en el màrqueting d'una marca. És essencial que el seu disseny sorgeixi des de la perspectiva d'un venedor, ja que contribuirà a la construcció de la identitat corporativa. Ha de servir per presentar la marca, generant una primera impressió positiva.
Per complir amb aquests objectius és necessari definir amb claredat el producte, servei o organització, l'àrea on tindrà presència, el públic objectiu, la promoció, el preu, la qualitat i el context. El resultat modelarà els punts clau del tipus de missatge que ha de transmetre.

## Història

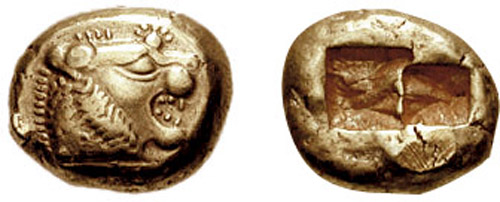
Moneda del Regne de Lídia,. Cap de lleó rugint, amb els raigs de sol de fons

### Orígens
Nombrosos invents i tècniques han contribuït al desenvolupament dels logotips tal com els coneixem actualment, com ara els segells cilíndrics (ca. 2300 aC), monedes (ca. 600 aC), el difusionisme de llenguatges logogràfics, escuts d'armes, marques d'aigua, punxons de plata i el desenvolupament de la història de la impressió.

### Industrialització i competitivitat
Durant els segles xviii i xix, la revolució industrial va transformar les societats occidentals amb la modernització de la societat agrària i el triomf del capitalisme. De forma paral·lela, la litografia va contribuir a l'expansió d'una indústria publicitària que integrava alhora text i imatge en un paper. És en aquesta època quan la tipografia va experimentar una revolució de forma i expressió per expandir-se més enllà de les modestes fonts serifes, utilitzades llavors en llibres, a les gruixudes i ornamentades fonts dels cartells de gran format.

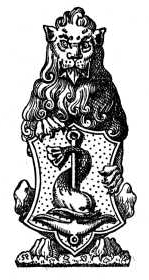
Logotip antic de Chiswick Press

Les arts anaven ampliant els seus àmbits d'influència: des de la decoració o l'expressió artística de naturalesa narrativa fins a la creació de distintius de marques i productes que les noves classes mitjanes anaven consumint. Simultàniament, gremis i consultories d'arts comercials van anar creixent i organitzant-se. El 1890 als Estats Units hi havia més de 700 empreses d'impressió litogràfica que donaven feina a més de 8.000 treballadors. Aleshores, el mèrit artístic tendia a associar-se amb la companyia litogràfica abans que amb un artista de forma individual.
A mitjans del segle xix es comença a desenvolupar un estil d'il·lustració que, més enllà de l'art representatiu de gamma tonal àmplia, utilitza imatges figuratives amb seccions de colors plans i brillants. Aquests innovadors en arts visuals i processos litogràfics van ser, entre d'altres, la firma francesa Rouchon (durant la dècada de 1840), Joseph Morse a Nova York (durant la dècada de 1850) o Frederick Walker a Anglaterra i Jules Chéret a França (durant la dècada de 1870). En un context de canvi en els estils visuals, amb els costos d'impressió a la baixa i amb un increment de les taxes d'alfabetització, els diaris de referència o publicacions periòdiques i llibres per a nens van anar desenvolupant el seu propi estil visual i editorial, orientant-se cap a públics molt concrets. L'art decoratiu victorià –popular a l'època- va marcar l'expansió d'estils tipogràfics i mètodes de representació per a les empreses.
En part com a resposta a l'ús excessiu de les tipografies victorianes, el moviment d'arts i oficis de finals del segle xix es va posar com a objectiu de restablir l'artesania i els seus valors sobre els béns fabricats en massa. Això va generar un interès renovat cap als productes artesans i de qualitat. Per aconseguir que els consumidors identifiquessin aquests productes, artistes i empreses van optar per la utilització de logotips i marques úniques.
En la dècada de 1950 el Moviment Modern s'havia expandit des d'Europa -on va néixer com a moviment artístic d'avantguarda- per convertir-se en un moviment comercial internacional amb molt d'interès als Estats Units. Les bases artístiques del modernisme - la simplicitat visual i conceptual- van esdevenir font d'inspiració per a una nova generació de dissenyadors gràfics, que seguien la màxima de Ludwig Mies van der Rohe "Menys és més". Els logos d'inspiració modernista van tenir un èxit rotund en l'era de la comunicació visual de masses, introduïda per la televisió, les millores en les tecnologies d'impressió i les innovacions digitals.

### El logotip en l'actualitat
En la dècada de 1950 van aparèixer els primers logotips abstractes, gràcies en gran part a la influència de la publicitat i els mitjans de comunicació massius. Aquestes novetats van fer entrar el disseny de logotips en l'era actual. Un paradigma de logo contemporani és el logotip de Chase Bank, dissenyat el 1960 per Chermayedd & Geismar, una empresa considerada pionera del disseny gràfic modernista als Estats Units. El logo de Chase bank va ser "el primer logotip veritablement abstracte" de l'era actual. Un logotip simple, amb una forma única i recognoscible, lliure de connotacions culturals. Així doncs, es podia representar amb una forma senzilla una gran i complexa corporació multinacional. Per primera vegada el logotip no contenia informació sobre la marca de manera que, tal com passaria amb molts altres logos corporatius, era necessari utilitzar els mitjans de comunicació de masses i la publicitat per establir vincles entre el logotip i el banc.
Actualment hi ha una gran quantitat de corporacions, productes, marques, serveis, organismes i altres entitats que fan servir un ideograma (signe o icona), un emblema (símbol) o una combinació de tots dos per representar-se públicament. Davant l'absència de text, només són recognoscibles per la majoria de públic un petit nombre dels milers d'ideogrames o emblemes creats. Per tant, és convenient que el disseny dels logotips ajudi el públic a identificar-ne la procedència. Una de les estratègies per aconseguir-ho és la utilització de text. En l'actualitat, l'objectiu de la combinació d'imatge i text se centra a emfatitzar el nom de la marca. Amb aquestes directrius el resultat és fàcilment únic, ja que no està construït basant-se en fórmules, sinó a través del disseny de les seves lletres, colors i altres elements gràfics addicionals.
Els logotips construïts amb imatge en lloc del nom de la marca poden ser més adequats per a ser traduïts a altres alfabets. Per exemple, una marca escrita en alfabet àrab no serà adequada per ser introduïda en mercats europeus. Per contra, un ideograma mantindrà les propietats generals de la naturalesa del producte en diversos mercats. Fora d'àmbits comercials, la Creu Roja (Mitja Lluna Roja als països àrabs) és un exemple d'emblema que no necessita text per ser àmpliament reconegut. Un altre exemple és el logotip de la Viquipèdia, en què la imatge té més pes que el text. D'aquesta manera, el logotip es manté recognoscible en totes les seves versions.
Un logotip musical és una eina publicitària musical, que quan va acompanyada d'una locució, permet crear un major impacte en el client per l'atractiu del missatge. Es pot usar per ambientar una pàgina web, en enviar promocions o targetes per correu, utilitzar com a missatge de veu dels mòbils i telèfons locals, etc. Es suggereix una musicalització que identifiqui el producte per a usar de forma permanent. Una música de logotip és que el so que posseeix l'habilitat per referir-se a un producte específic, marca o empresa. Cada vegada més, les empreses estan pagant més atenció al disseny dels logotips sonors encara que és una pràctica que ja té un bon grapat d'anys d'experiència.

## Dissenyadors de logotips
Des de l'expansió del moviment modernista als Estats Units a la dècada de 1950, la quantitat de professionals dedicats a la creació de logotips ha augmentat substancialment. Tres firmes de dissenyadors són considerades pioneres i referents d'aquest moviment en l'ambit dels logotips i la identitat corporativa:
- Chermayeff & Geismar, empresa responsable d'una gran nombre de logotips icònics, com el Chase Bank (1964), Mobil Oil (1965), NBC (1984), PBS (1986) i National Geographic (2003), entre d'altres. La simplicitat i l'audàcia dels seus dissenys fan que alguns dels seus logotips més antics estiguin encara en ús avui en dia. L'empresa ha dissenyat recentment logotips per al Biblioteca del Congrés dels Estats Units i la firma de moda Armani Exchange.[16]
- Paul Rand va ser un dels creadors de l'estil suís de disseny gràfic. Va dissenyar molts cartells i identitats corporatives, inclòs els logotips d'IBM, UPS, i ABC. Rand va morir el 1996.[17]
- Saul Bass va ser responsable de diversos logotips recognoscibles a Amèrica del Nord, com ara el logo de Bell Telephone (1969) o el d'AT&T (1983). Altres dissenys coneguts de Bass van ser Continental Airlines (1968), Dixie (1969) i United Way (1972). Més tard, produiria logos per a un gran nombre d'empreses japoneses. Va morir el 1996.[18]

Altres dissenyadors d'origen català han sigut també referents en el disseny de logotips a nivell mundial:
- Salvador Dalí i Domènech, un dels màxims representants del surrealisme fou creador del logotip de Chupa Chups el 1969.
- Joan Miró i Ferrà, pintor, escultor, gravador i ceramista fou també un dels màxims representants del surrealisme. Va crear el logotip de La Caixa (1980), el del mundial de futbol de 1982 i el de l'oficina espanyola de turisme.